# Sonnevanck
Sonnevanck is een verpleeghuis in Harderwijk. Het is tevens een woonzorgcomplex voor ouderen van Stichting Zorggroep Noordwest Veluwe. Sonnevanck was vroeger een van de tbc-sanatoria van Nederland. Van 1958 tot 1987 was het Boerhaaveziekenhuis op het terrein gevestigd.

## Geschiedenis

### Start Sonnevanck
Sonnevanck werd opgericht in 1905 door de Vereniging tot Christelijk Hulpbetoon aan Tuberculoselijders. Dominee Johannes Cornelis Sikkel speelde hierin een grote rol. De gekozen locatie in het Leuvenumse bos te Harderwijk was een logische keus. Vroeger werd gedacht dat tuberculose genezen werd door omringd te zijn met zuivere lucht. In het najaar van 1908 opende het sanatorium met de paviljoens 1 en 2. Het sanatorium werd al snel te klein en daarom werd besloten een nieuw hoofdgebouw te bouwen. Dit karakteristieke hoofdgebouw met het bekende torentje dateert uit 1920. Ook met de nieuwbouw kon het sanatorium de vraag niet aan en er werd besloten tot nieuwbouw. Paviljoen 3 werd in 1927 opgeleverd, eveneens werd er een nieuw röntgengebouw aan het hoofdgebouw gebouwd. Later zouden er nog 3 paviljoens bijgebouwd worden namelijk: het Emmapaviljoen, het Irenepaviljoen en het Sikkelpaviljoen. Het sanatorium beschikte over een eigen basisschool, zusterflat, brandweer, winkel, kerkzaal, dierenweide en groentetuin.

### Tijdens de oorlog[2]
‘In eerste instantie vielen de gevolgen van de oorlog voor sanatorium Sonnevanck wel mee’, schreef het bestuur in haar verslag van juni 1940. ‘Het sanatorium is gespaard, en ook de panden die het sanatorium in Rotterdam in bezit heeft zijn, ondanks het bombardement, onbeschadigd gebleven. Het bestuur heeft maatregelen genomen en voorraden aangelegd om voorbereid te zijn op het ergste. De eerste zorg is het gegeven dat de bezetter de ‘Emmabloem’-collecte verbiedt. Dit vanwege de associatie met het koningshuis en Koningin Emma’. Een van de bestuursleden organiseert daarom een andere actie onder een andere naam, dat brengt het nodige op voor sanatorium en suppletiefonds. In november 1940 kan het sanatorium door de aankoop van 20 hectare bosgrond fors uitbreiden, waardoor het totale grondgebied 50 hectare omvat. Door schaarste aan materialen zullen uitbreidingsplannen echter voorlopig niet kunnen worden uitgevoerd.

Sonnevanck bevond zich in de directe omgeving van enkele kazernes (met name de Willem George Frederikkazerne lag erg dichtbij) en een vergissing door een bommenwerper of jachtvliegtuig was snel gemaakt. Om vanuit de lucht het verschil tussen een kazerne of sanatorium duidelijker te maken werden de daken gemerkt met Rode Kruizen, zodat men ook in de lucht weet dat Sonnevanck een ziekenhuis betreft.
Op het terrein van Sonnevanck bevond zich een gemêleerd gezelschap mensen. In de eerste plaats waren er patiënten, maar ook het merendeel van het personeel woonde op het terrein. Onder het personeel waren sympathisanten van de N.S.B., net als in de gewone samenleving, maar er bevonden zich ook onderduikers onder de TBC-patiënten. De geïsoleerde ligging, in het bos en ver buiten de stad, maakte het een ideale omgeving voor onderduikers. Er waren goede vluchtwegen, want vanuit Sonnevanck liep je zo de bossen van Leuvenum en het Beekhuizerzand in. Ook was het natuurlijk niet vreemd dat hier mensen uit andere delen van het land verbleven, want dat was voor de
oorlog ook al zo. Daarbij bleek dat de Duitsers, uit angst voor besmetting met TBC, niet stonden te popelen om het sanatorium te bezoeken.

Toch gebeurde het wel: op zoek naar de bemanning van een neergestort vliegtuig sloot de Sicherheitsdienst in samenwerking met de landwacht op 10 maart 1944 het terrein van Sonnevanck hermetisch af en doorzocht
ze paviljoens en gebouwen. Ze vonden twee onderduikers: de Amsterdamse leraar O. Wiersma en kantoorbediende J. Verzijde uit Rotterdam. De 22-jarige Arie Veltman, die werkzaam was op Sonnevanck sloeg uit nervositeit op de vlucht en werd neergeschoten. Hij raakte zwaar gewond. De gearresteerde onderduikers gingen op transport naar Kamp Amersfoort. 
Bij de woning van Dominee Riphagen, de geestelijk verzorger van Sonnevanck, werd door de Sicherheitsdienst gepost. In zijn kantoor is het illegale Vrij Nederland gevonden en de verdenking was dat het misschien wel gedrukt en verspreid werd vanuit het sanatorium. Riphagen wais niet thuis en kwam, gewaarschuwd  dat men naar hem op zoek is, ook niet meer thuis: hij dook onder.

In de loop van de oorlog werd ook in het sanatorium de voedselsituatie nijpender. Er ontstonden voedseltekorten en er moesten voedseltochten worden ondernomen naar het Noorden voor melk en tarwe. Gelukkig was H.R. Gerbrandy, de broer van minister-president Pieter Sjoerds Gerbrandy er bestuurslid en dat was iemand met veel relaties. Het meest noodzakelijke werd tijdens barre tochten in Friesland en Groningen opgehaald. Groenten kweekte men in de eigen moestuin en er zal ook wel eens een strik zijn gezet voor een hert of everzwijn om de patiënten toch van voedsel te kunnen voorzien.

In Amsterdam werd bestuurslid Dominee Taeke Ferwerda, samen met koster Sieberen van der Baan doodgeschoten door de Duitsers. Ze werden verantwoordelijk gehouden voor de vondst van wapens in hun Keizersgrachtkerk en na een verhoor gefusilleerd. Ferwerda was lange tijd bestuursvoorzitter van het sanatorium geweest.

In september 1944 werden naar aanleiding van de Slag om Arnhem 150 Duitse soldaten gestationeerd op het terrein van het sanatorium, omdat de Duitsers meer parate troepen in de buurt wilden hebben. Het was een gevaarlijks situatie, want hierdoor namen de luchtaanvallen van de geallieerden toe. Toch was er aan het einde van de oorlog reden voor optimisme, want de schade was beperkt gebleven en het aantal slachtoffers viel uiteindelijk mee. Er was zelfs een pluspunt, want Duitsland maakte tijdens de bezetting een begin met de invoering van een verzekering tegen ziektekosten. Hierdoor zou het verblijf in het sanatorium nu gedeeltelijk door het ziekenfonds vergoed gaan worden. 

Het aantal TBC-patiënten nam na kort de oorlog enorm toe. De slachtoffers van de concentratiekampen, maar ook bewoners van grote steden hadden te lijden van de oorlogsomstandigheden en waren extra bevattelijk voor besmetting en ziekte. De oorlog tegen tuberculose begon voor Sonnevanck na de Tweede Wereldoorlog pas goed!

### Boerhaaveziekenhuis
Vanaf de jaren 50 werden er steeds minder gevallen van tuberculose gediagnosticeerd. Ook werden antibiotica ontdekt waarmee tuberculose te behandelen was. Hierdoor waren er steeds minder sanatorium plaatsen nodig. Vandaar dat Sonnevanck voor een andere koers koos. In het oude hoofdgebouw vestigde zich vanaf 1958 een ziekenhuis, het Boerhaaveziekenhuis. Vanaf begin jaren 60 werd het Irenepaviljoen omgevormd tot verpleeghuis. Het nieuwe verpleeghuis groeide gestaag en in de jaren 80 vond er nieuwbouw plaats. Sinds de opening van het St Jansdal Ziekenhuis (een fusie tussen het Boerhaaveziekenhuis en Piusziekenhuis te Harderwijk en ziekenhuis Salem te Ermelo) werd het Boerhaaveziekenhuis overbodig. Er is geprobeerd het oude hoofdgebouw terug te brengen naar haar originele staat, maar hierbij stortte het gebouw gedeeltelijk in. Met gevoel voor historie is er nieuwbouw gebouwd die veel overeenkomsten laat zien met het oude hoofdgebouw. Het originele torentje is bewaard gebleven en heeft jaren een prominente plaats gehad bij de receptie van het verpleeghuis.

## Huidig Specialistisch Centrum Ouderenzorg (SCO)
Sonnevanck bestaat nog steeds en is tegenwoordig een Specialistisch Centrum Ouderenzorg, een van de locaties van Stichting Zorggroep Noordwest Veluwe. De oude paviljoens staan er niet meer.
Een gedeelte van de nieuwbouw van de jaren '80 staat er nog, maar er zijn plannen om deze oudbouw te vervangen door nieuwbouw.
Er heeft in de loop der jaren al veel nieuwbouw plaatsgevonden. Oudbouw die er nog staat zijn de Kerk van Sonnevanck, de afdelingen Dahlia, Crocus, Brem en Hospice Jasmijn. Op de plaats van de oude afdelingen Erika, Fresia en Goudsbloem is nieuwbouw verrezen, namelijk: Hortensia, Rozemarijn, Myrthe, Iris en de Vlindertuin. De receptie van de oudbouw is afgebroken. Op die plek is groepswoning de Bloementuin gebouwd. Het woonzorgcomplex ligt nog steeds op dezelfde plaats als het vroegere sanatorium, namelijk aan de Leuvenumseweg.